# Cubocephalus fortipes
Cubocephalus fortipes là một loài tò vò trong họ Ichneumonidae.